# Elif Oskan
Elif Oskan (* 1990 in Südostanatolien, Türkei) ist eine türkisch-schweizerische Spitzenköchin, Patissière und Gastronomin. Sie ist Mitinhaberin der Restaurants Rosi, Gül und Gül Express in Zürich. Oskan lebt mit Markus Stöckle in Zürich. Das Paar ist sowohl geschäftlich als auch privat ein Team. Gemeinsam führen sie diese drei Lokale und prägen die Zürcher Gastroszene entscheidend mit.

## Biografie
Elif Oskan kam im Alter von sieben Monaten mit ihrer Familie in die Schweiz, wo sie in Zürich aufwuchs. In der Küche ihrer Mutter entwickelte sie früh eine Leidenschaft für türkische Hausmannskost. 
2010 begann sie ihre Kochlehre im Seehotel Sonne in Küsnacht. Weitere Stationen folgten im Restaurant Mesa in Zürich und im Heimberg in Zermatt. 2012 ging Oskan nach London ins Drei-Sterne-Restaurant The Fat Duck von Heston Blumenthal, wo sie Markus Stöckle kennenlernte. Danach absolvierte sie eine Patissière-Ausbildung bei Dominique Persoone in Brügge.
2016 kehrte sie nach Zürich zurück. Zusammen mit Markus Stöckle realisierte sie Pop-up-Konzepte wie Wood Food, Wild Bar und ein Taco-Fenster.
2017 eröffneten die beiden das bayerisch inspirierte Restaurant Rosi, 2019 folgte das türkische Lokal Gül und 2021 kam der Gül Express nahe dem Zürcher Hauptbahnhof hinzu. Das Gül wurde mit 15 Gault-Millau-Punkten und einem Bib Gourmand des Guide Michelin ausgezeichnet.

## Stil und Philosophie
Oskans Küche ist eine moderne Hommage an die türkische Esskultur. Sie kombiniert traditionelle Familienrezepte mit zeitgenössischer Präsentation und setzt auf Produkte wie türkisches Olivenöl, Tomaten- und Paprikasalça sowie saisonale Zutaten aus der Region.
Zu ihren Signature Dishes zählen Iskender Kebap mit Alpstein-Poulet und Pistazien-Kebab mit Osmanlı-Pirinç Pilavı.

## Medienauftritte
- 2022 wurde Elif Oskan Jurorin bei MasterChef Schweiz[3]
- 2024 war sie Gastjurorin bei The Taste auf Sat.1, 2025 wurde sie offizieller Coach neben Steffen Henssler[7]
- 2024 erschien im Online-Angebot des Tages-Anzeigers die Kochvideoserie Elif, in der sie alle zwei Wochen ein Rezept vorstellte.[8]
- 2025 trat sie gemeinsam mit Markus Stöckle in Kitchen Impossible gegen Tim Mälzer in Staffel 8 an.
- Im März 2025 trat Oskan zusammen mit den Köchen Ralf Zacherl und Sepp Schellhorn gegen Henssler in dessen Format Grill den Henssler im so genannten Kochcoach-Special an.[9]

## Publikationen
- Cüisine – Türkische Lieblingsrezepte. 2. Auflage, AT Verlag, Aarau 2023, ISBN 978-3-03902-182-6.